# Chaplin uprchlým trestancem
Chaplin uprchlým trestancem (anglicky The Adventurer) je americký němý film z roku 1917. Snímek režíroval Charlie Chaplin a sám si zahrál i hlavní roli uprchlíka z vězení. Snímek je v pořadí dvanáctým a posledním Chaplinovým počinem pro společnost Mutual Film.

## Děj
Charlie prchá z vězení a na pláži ho pronásleduje velké množství uniformovaných policistů. Díky několika vychytralým úskokům se mu podaří policisty přelstít a uplavat i za pomoci ukradené plovací vesty. Dorazí k přístavnímu molu, kde zachrání topící se ženu i její dceru, která se matce vrhla na pomoc. Po několika peripetiích se podaří zachránit i dívčina vychloubačného snoubence. Ten však na Charlieho žárlí a je evidentní, že si ti dva do oka zrovna nepadli. 
Dívka svého promočeného a znaveného zachránce starostlivě opatruje ve svém domě. Setkání s dívčiným snoubencem vede k dalším groteskním roztržkám mezi oběma soky. Snoubenec navíc objeví fotku uprchlého trestance v novinách a jemu jasné, že je to onen nevítaný návštěvník. Charliemu se v nestřeženém okamžiku podaří na obličej v novinách přimalovat vousy, takže je prozatím zachráněn. Jeho sok se ovšem nevzdává a tajně přivolá posily. Policisté Charlieho nahánějí po domě, tomu se však vždy podaří vyklouznout. Dívka pochopila, že její zachránce je uprchlý vězeň a i Charliemu je jasné, že už není vítán, a tak prchá z domu pryč.

## Herecké obsazení
| Charlie Chaplin | uprchlý vězeň    |
| Edna Purviance  | dívka            |
| Eric Campbell   | dívčin snoubenec |
| Henry Bergman   | dívčin otec      |
| Marta Golden    | dívčina matka    |
| Albert Austin   | sluha v domě     |

## Zvuková verze
V roce 1932 zakoupil filmový producent Amedee J. Van Beuren práva na Chaplinovy komedie studia Mutual za cenu 10 000 dolarů za každou z nich. Opatřil je novou hudbou, kterou složili Gene Rodemich a Winston Sharples, dodal zvukové efekty a znovu vydal prostřednictvím společnosti RKO Pictures. Chaplin nemohl žádnými legálními prostředky tomuto vydání zabránit.